# Viburnum koreanum
Viburnum koreanum är en desmeknoppsväxtart som beskrevs av Takenoshin Nakai. Viburnum koreanum ingår i släktet olvonsläktet, och familjen desmeknoppsväxter. Inga underarter finns listade i Catalogue of Life.